# Графство Тонер
Графството Тонер (на френски: Comté de Tonnerre; на латински: pagus Tornodorensis) е средновековно бургундско феодално образование от 9 век до 1789 г., източно от Оксер. Столица е град Тонер в днешния департамент Йон в Централна Франция.
Територията е дадена през 8 век на епископа на Лангър. Графската фамилия се появява през средата на 9 век. Първият граф през 853 г. е Мило I. Чрез женитба Тонер отива на графовете на Невер и Оксер. Тонер, Невер и Оксер остават заедно до подялбата от 1273 г. През 1370 г. Оксер е продадено на Франция. Херцог Жан Безстрашни конфискува Тонер през 1414 г. Филип Добрия дава графството на своя зет Артур де Ришмон и на херцог Артур III от Бретан (1457 – 1458). Мирът от Арас (1435) дава графството на предишната графска фамилия. По това време фамилията няма мъжки наследници и графството отива на наследниците на сестрата на последния граф.